# St-Nicolas (Nantes)

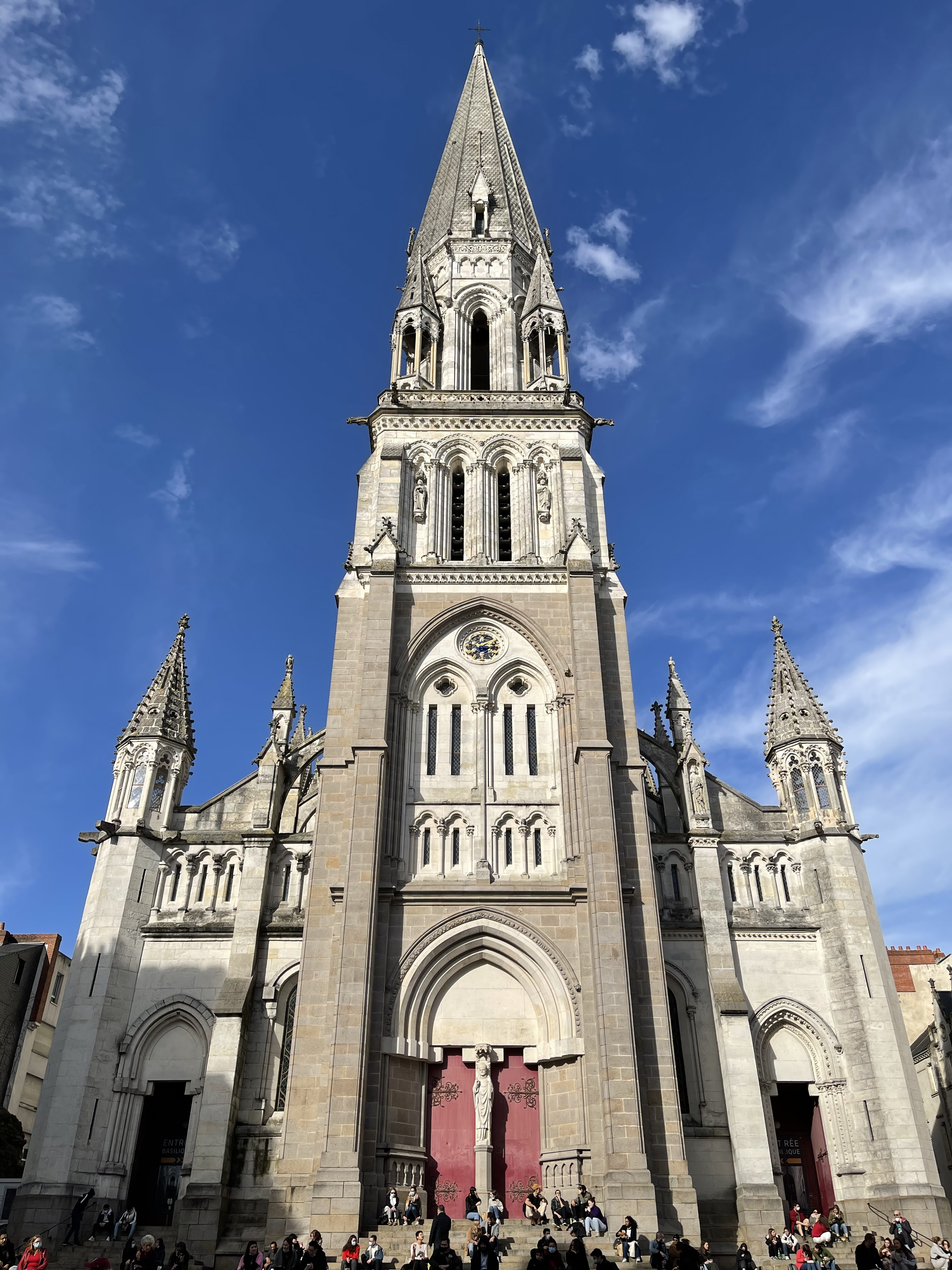
Basilique Saint-Nicolas

Die Basilika St-Nicolas ist eine römisch-katholische Kirche in Nantes im französischen Département Loire-Atlantique, Pays de la Loire. Die Pfarrkirche des Bistums Nantes trägt den Titel einer Basilica minor. Die neugotische Kirche stammt aus den 1860er Jahren und wurde nach dem Zweiten Weltkrieg wieder aufgebaut. Sie ist eine der beiden Basiliken der Stadt, zusammen mit der Basilika St-Donatien-St-Rogatien.

## Geschichte
Eine Kapelle oder eine kleine Zweigkirche wurde vor dem Ende des 11. Jahrhunderts errichtet. 1444 werden Arbeiten am Kirchenportal von St-Nicolas erwähnt. Ab 1450 wurde die Pfarrkirche sukzessive vergrößert, was mit dem starken Bevölkerungswachstum der Pfarrei einherging. Die aufeinanderfolgenden Erweiterungen waren so umfangreich, dass sie eine erneute Weihung rechtfertigten, die am 24. Februar 1478 von Bischof Pierre du Chaffault durchgeführt wurde. Ein markantes Merkmal des Gebäudes war ein 20 Meter hohes Kirchenfenster und ein Altar, der mit 26 Statuen geschmückt ist. Mitte des 16. Jahrhunderts drohte der Glockenturm zu verfallen. Die Instandsetzungsarbeiten dauerten von 1766 bis 1772, das Kirchengebäude folgte von 1773 bis 1789. Die dreischiffige Kirche hatte einen geraden Schluss.

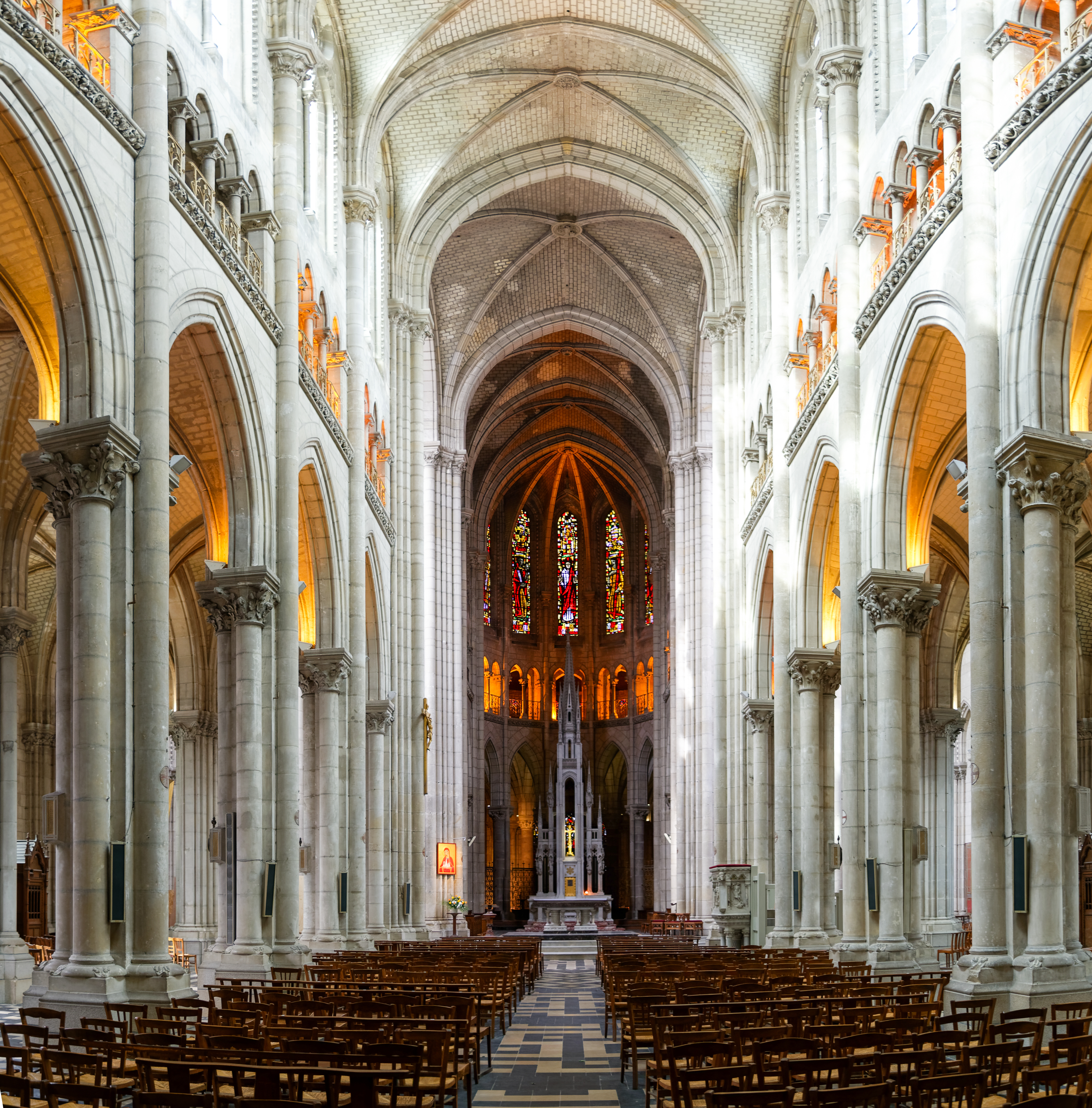
Innenraum

Unter der Leitung von Félix Fournier, dem Pfarrer der Gemeinde und späteren Bischof von Nantes, wurde die heutige Kirche von 1844 (Grundsteinlegung) bis 1869 (Segnung des Gebäudes) als dreischiffige Kreuzbasilika auf einem beengten Grundstück errichtet, das eine Nord-Süd-Ausrichtung erforderte. Allein die Errichtung des Glockenturms nimmt die letzten 15 Jahre der Bauarbeiten in Anspruch. Die Kirche wurde aus Granit aus der Region sowie aus Hartgestein und Tuffstein aus der Touraine erbaut. Das Projekt wurde Jean-Baptiste-Antoine Lassus anvertraut, einem Schüler von Henri Labrouste und Mitarbeiter von Eugène Viollet-le-Duc, der es zusammen mit Louis-Alexandre Piel zu einem der frühen neugotischen Projekte in Frankreich machte. Am 26. Oktober 1882 wurde die Kirche von Papst Leo XIII. zur Basilica minor erhoben. Das Grabmal des 1877 verstorbenen Félix Fournier wurde 1883 aufgestellt.
Die neugotische Ausstattung ist seit dem 20. November 1985 als historisches Denkmal eingetragen, ein Jahr bevor die Kirche selbst am 6. November 1986 unter Denkmalschutz gestellt wurde.
Die Kirche wurde bei der alliierten Bombardierung am 16. September 1943 schwer beschädigt, die das gesamte Viertel betraf, insbesondere einen Teil des nahe gelegenen Place Royale und der nördlich angrenzenden Rue du Calvaire. Der Wiederaufbau begann 1953 und dauerte bis 1974. Die beschädigte Hauptorgel aus dem Jahr 1901 wurde demontiert und später in zwei Bauabschnitten in den Jahren 1963 und 1985 wieder aufgebaut. Seit 2004 wird die durch die Luftverschmutzung geschwärzte und brüchige Fassade restauriert.